# Hardinsburg
Hardinsburg es una localidad situada en el condado de Washington, Indiana, Estados Unidos. Tiene una población estimada, a mediados de 2022, de 219 habitantes.
Tuvo el estatus de "pueblo" (town) hasta que fue disuelto como entidad municipal en 2022 por la Junta de Comisionados del Condado de Washington. La medida fue legalizada por la Asamblea General del Estado de Indiana a inicios de 2023.

## Geografía
La localidad está ubicada en las coordenadas 38°27′59″N 86°16′35″O / 38.46639, -86.27639. Según la Oficina del Censo de los Estados Unidos, tiene una superficie total de 5.28 km², de la cual 5.27 km² corresponden a tierra firme y 0.01 km² están cubiertos de agua.

## Demografía
Según el censo de 2020, en ese momento había 222 personas residiendo en la localidad. La densidad de población era de 42.13 hab./km². El 95.95% de los habitantes eran blancos, el 0.45% era amerindio, el 0.90% eran asiáticos y el 2.70% eran de una mezcla de razas. Del total de la población, el 2.25% eran hispanos o latinos de cualquier raza.